# Evgenii Pupkov
Evgenii Borisovitş Pupkov  - en russe : Евгений Борисович Пупков Ievgueni Borissovitch Poupkov et en anglais : Yevgeni Pupkov -  (né le 18 janvier 1976 et mort le 24 juillet 2021) est un joueur de hockey sur glace kazakh.

## Biographie
Pupkov a joué dans la Superliga russe et  pour Torpedo Oust-Kamenogorsk, Metallourg Novokouznetsk, SKA Saint-Pétersbourg, Amour Khabarovsk, HC Lada Togliatti et dans la Ligue continentale de hockey avec le Khimik Voskressensk.
Il a été membre de l’équipe nationale masculine de hockey sur glace du Kazakhstan aux Jeux olympiques d’hiver de 2006.
Pupkov meurt le 24 juillet 2021 des suites de complications liées au Covid-19.